# Mateusz Ponitka
Mateusz Ponitka (ur. 29 sierpnia 1993 w Ostrowie Wielkopolskim) – polski koszykarz, grający na pozycji rzucającego obrońcy lub niskiego skrzydłowego, reprezentant Polski seniorów, czterokrotny uczestnik mistrzostw Europy (2013, 2015, 2017, 2022)
Występował również w juniorskich kadrach, z którymi został srebrnym medalistą mistrzostw świata do lat 17 (2010), występował także w mistrzostwach świata i Europy w różnych kategoriach wiekowych. Dwukrotny mistrz Belgii (2014 i 2015) i Polski (2012 i 2016). Dwukrotny laureat nagrody Najlepszy Młody Zawodnik PLK (2012 i 2013). W sezonie 2016/2017 zawodnik tureckiego klubu Pınar Karşıyaka. W sezonie 2017/2018 zawodnik hiszpańskiego CB 1939 Canarias. Obecnie zawodnik Bahçeşehir Koleji S.K.

## Życiorys

### Kariera klubowa

#### Początki kariery (do 2009)
Zaczął uprawiać koszykówkę w Uczniowskich Klubach Sportowych z Ostrowa Wielkopolskiego – początkowo w Szkole Podstawowej nr 1, a następnie przeniósł się do Szkoły Podstawowej nr 5 z tego samego miasta. Ostatecznie został graczem klubu UKS Kasprowiczanka Ostrów Wielkopolski, który reprezentował do 2009 roku.

#### AZS Politechnika Warszawska (2009–2012)
W 2009 przeniósł się do AZS-u Politechnika Warszawska. W swoim pierwszym sezonie w Warszawie rozegrał on na poziomie pierwszej ligi 28 spotkań, podczas których notował średnio 7,1 punktu, 3,5 zbiórki oraz 1,2 przechwytu w ciągu 18 minut gry. Ponadto wystąpił również w 4 spotkaniach o Puchar Polski, gdzie grał po 21 minut i uzyskiwał statystyki na poziomie 9 punktów na mecz. W sezonie 2010/2011  grał dłużej (średnio 26 minut na mecz), przez co poprawiły się jego statystyki: 11,7 punktu, 4,7 zbiórki oraz 1,6 przechwytu na mecz. Ze swoim klubem wywalczył ponadto mistrzostwo I ligi, przez co w kolejnym sezonie mógł występować w PLK. W sezonie 2011/2012 notował średnio 13,6 punktu oraz 4,6 zbiórki w AZS Politechnice. Jego dobra gra zaowocowała największą ilością głosów podczas corocznego głosowania na Mecz Gwiazd Polskiej Ligi Koszykówki. Podczas tego spotkania zawodnik AZS-u był trzecim strzelcem zespołu Południa rzucając 13 punktów.

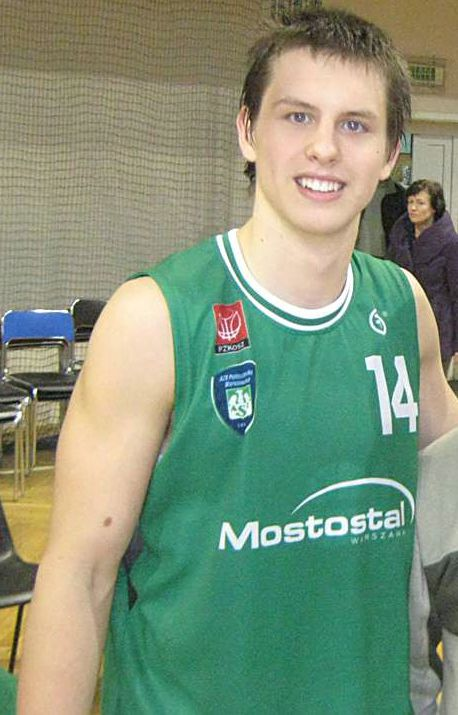
Mateusz Ponitka w czasie gry w zespole AZS Politechnika Warszawska (2010)

W 2010 Ponitka wziął udział w Campie Basketball Without Borders organizowanym w Barcelonie, podczas którego wyłaniane są największe talenty koszykarskie świata spoza granic USA. W przeszłości w campie udział brali tacy zawodnicy jak między innymi były center Los Angeles Lakers Vlade Divac, Radoslav Nesterović czy Bruno Šundov. Mateusz Ponitka został wybrany MVP tego campu, a nagrodę odbierał z rąk Pau Gasola.
9 kwietnia 2011 Mateusz Ponitka wystąpił w hali Rose Garden Arena (na co dzień używanej przez zespół Portland Trail Blazers) w Portland w stanie Oregon w corocznym turnieju organizowanym przez firmę Nike o nazwie Nike Hoop Summit. Rozgrywany jest on pomiędzy nastoletnimi zawodnikami z USA, a zespołem Reszty Świata. Został on najlepszym strzelcem zespołu Reszty Świata notując na swym koncie 17 punktów. Jego występ został oceniony przez specjalistów ze strony nbadraft.net jako bardzo dobry. Imponował on siłą, agresją w grze i bardzo dobrą obroną.

#### Asseco Prokom Gdynia (2012–2013)
Na przełomie marca i kwietnia 2012 młody zawodnik przeniósł się do drużyny mistrza Polski Asseco Prokomu Gdynia. Ponitka zakończył sezon w nadmorskim zespole ze średnimi na poziomie 2,6 punktu oraz 1,4 zbiórki, zdobywając ponadto mistrzostwo Polski.

#### Telenet Ostenda (2013–2015)
4 sierpnia 2013 podpisał kontrakt z belgijskim Telenetem Ostenda. W sezonie 2013/14 został Mistrzem Belgii wraz z zespołem. Rok później ponownie został mistrzem Belgii.
Latem 2015 roku poleciał do Stanów Zjednoczonych, gdzie trenował z kilkoma drużynami NBA. Przystąpił do draftu NBA w 2015 roku, ale nie został wybrany przez żaden klub.

#### Stelmet BC Zielona Góra (2015–2016)
4 sierpnia 2015 podpisał roczny kontrakt z klubem Stelmet BC Zielona Góra.

#### Pınar Karşıyaka (2016–2017)
8 sierpnia 2016 został zawodnikiem tureckiego klubu Pınar Karşıyaka.

#### Iberostar Tenerife CB Canaria (2017–2018)
18 lipca 2017 miał trafić do litewskiego Žalgirisu Kowno. W rezultacie 26 lipca związał się z hiszpańskim Iberostar Tenerife CB Canaria.

#### Lokomotiw Kubań (2018-2019)
10 lipca 2018 został zawodnikiem rosyjskiego Lokomotiwu Kubań, występującego w międzynarodowej i jednocześnie rosyjskiej lidze najwyższego poziomu – VTB.

#### Zenit Petersburg (2019-2022)
4 lipca 2019 dołączył do rosyjskiego Zenitu Petersburg. W marcu 2022 rozwiązał umowę.

### Pallacanestro Reggiana  (2022)
W sierpniu 2022 podpisał trzymiesięczny kontrakt z włoskim klubem Pallacanestro Reggiana, jednak w klubie nie rozegrał żadnego spotkania.

### Panathinaikos Ateny (2022-2023)
Reprezentant Polski związał się z klubem roczną umową.

### Partizan Belgrad (2023-2024 )
W lipcu 2023 roku podpisał dwuletnią umowę z serbskim klubem Partizan Belgrad. 30 czerwca 2024 roku klub poinformował o rozwiązaniu umowy z Ponitką.

### Bahçeşehir Koleji Spor Kulübü (2024-2025)
23 lipca 2024 roku podpisał roczny kontrakt z tureckim Bahçeşehir Koleji S.K.

### Kariera reprezentacyjna

#### Reprezentacje juniorskie
W ostatnich latach wraz z młodzieżową reprezentacją Polski prowadzoną przez Jerzego Szambelana odnosił znaczące sukcesy na arenie międzynarodowej.
Na Mistrzostwach Świata U-17 w Koszykówce Mężczyzn w 2010 w Hamburgu Mateusz Ponitka wraz z zespołem Polski zdobył srebrny medal, rzucając w finale przeciwko USA 14 punktów. W zespole USA grali wówczas m.in. James McAdoo, Bradley Beal czy Michael Gilchrist, którzy byli lub są obecnie zawodnikami ligi NBA. Mateusz został wówczas wybrany do najlepszej piątki tego turnieju. 
Natomiast rok później w finałach 2011 w mistrzostwach Europy U-18 w koszykówce mężczyzn, które odbywały się w Polsce we Wrocławiu zdołał zająć szóste miejsce. Ponitka notował podczas tego turnieju średnio 15,3 punktu na mecz, 7,6 zbiórki i 1,6 asysty na mecz. W dziewięciu meczach przebywał na boisku średnio po 29,7 minuty. Najlepszym jego spotkaniem podczas tych Mistrzostw pod względem punktowym było pierwsze spotkanie ze Słowenią podczas którego zdobył 22 punkty. We wszystkich spotkaniach zdobywał on co najmniej 10 punktów Ambasadorem mistrzostw U–18 był Adam Wójcik, a inni znani sportowcy, którzy wspierali imprezę to m.in. Tomasz Adamek, Marcin Gortat, Maciej Zieliński i Michał Ignerski.

#### Reprezentacja seniorska

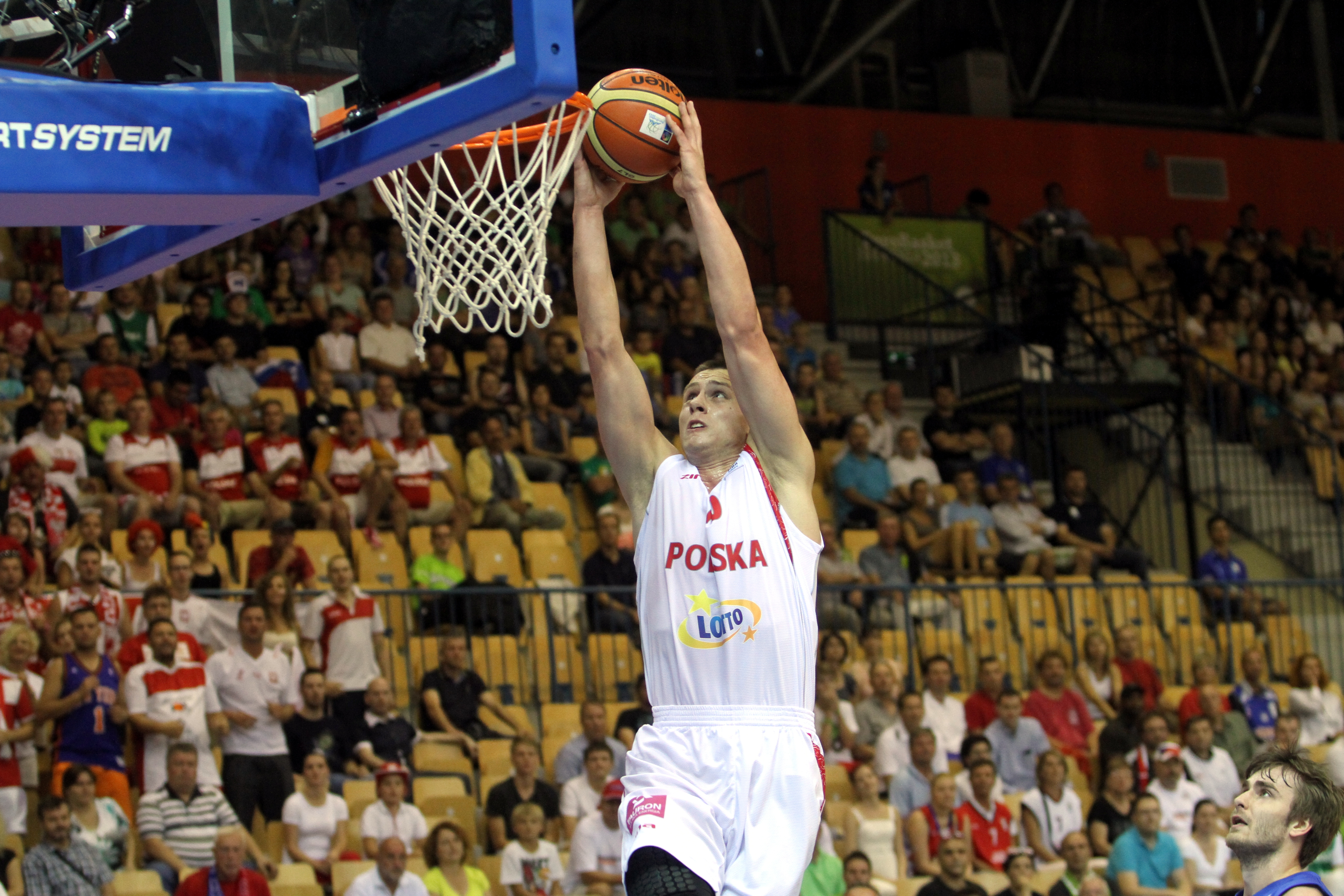
Ponitka wsadza piłkę do kosza w meczu reprezentacji Polski na EuroBaskecie w 2013 roku.

Latem 2011 - wraz z Przemysławem Karnowskim - był przymierzany przez ówczesnego selekcjonera Aleša Pipana do debiutu w reprezentacji seniorskiej i występów w Mistrzostwach Europy na Litwie. Jednak na skutek zmęczenia po Mistrzostwach Europy U-18 i lekkiego rozczarowania po zajęciu w nich zaledwie 6 miejsca, do powołania nie doszło. Do szerokiej kadry I reprezentacji został zatem powołany dopiero w następnym sezonie (latem 2012), jednak debiutu w jej barwach nie doczekał się również w pierwszych pięciu towarzyskich meczach kadry w tym roku (w lipcu, podczas dwóch towarzyskich potyczek z Chinami w Katowicach oraz towarzyskiego turnieju w Sofii). Oficjalnie w kadrze seniorskiej zadebiutował, więc 3 sierpnia 2012 w Ergo Arenie, w pierwszym spotkaniu towarzyskiego turnieju Sopot Basket Cup 2012 przeciwko Czarnogórze, przegranego 69:75, w którym zdobył 4 punkty (w sumie na boisku przebywał prawie 23 minuty). W 2013 wystąpił w Mistrzostwach Europy w Słowenii. Na EuroBaskecie w 2015 roku był graczem pierwszej piątki. Średnio zdobywał 9,3 punktu na mecz, 4 zbiórki i 3,7 asyst. 25 lutego 2019 w trójmiejskiej Ergo Arenie rozegrał swój setny mecz w reprezentacji (wygrana 85:76 z Holandią w ostatnim spotkaniu eliminacyjnym do Mistrzostwa Świata 2019).
Podczas turnieju mistrzostw świata 2019 w Chinach w pierwszym etapie grupowym był wybrany najlepszym graczem w meczu otwarcia przeciw Wenezueli (80:69), najlepiej punktującym (25) reprezentantem Polski i najlepszym graczem drugiego spotkania przeciw Chinom (79:76 d.), w drugim etapie grupowym został najlepszym graczem pierwszego spotkania przeciw Rosji (79:74). w meczu o miejsce 7 był najlepiej punktującym (18) reprezentantem Polski pierwszego spotkania przeciw Stanów Zjednoczonych (74:87). Łącznie w całym turnieju był drugim punktującym Polski (108), pierwszym w klasyfikacji zbiórek (54), pierwszym w klasyfikacji przechwytów (11) i drugim w klasyfikacji bloków (7). W klasyfikacji wszystkich zawodników turnieju był 14 w klasyfikacji punktujących (108).

## Osiągnięcia
Stan na 2 września 2022, na podstawie, o ile nie zaznaczono inaczej.

### Drużynowe
- Mistrz:
  - Polski (2012, 2016[52])
  - Belgii (2014, 2015)
  - I ligi polskiej (2011)
- Zdobywca:
  - Pucharu Belgii (2014, 2015)
  - superpucharu:
    - Belgii (2014)
    - Polski (2015)[53]

  - FIBA Intercontinental Cup (2017)
- Finalista:
  - Superpucharu Polski (2012)
  - Pucharu Polski (2016)[54]
- Uczestnik rozgrywek:
  - Euroligi (2012/13, 2015/16)
  - Eurocupu (2013–2016)

### Indywidualne
(* – nagrody przyznane przez portal eurobasket.com)
- MVP:
  - sezonu regularnego TBL (2016)[55]
  - Superpucharu Polski (2015)[56]
  - 9. kolejki TBL (grudzień 2015)[57]
  - kolejki Ligi Endesa (2x – 2017/2018)[24]
- Wschodząca Gwiazda EuroCup (2016)[58]
- Najlepszy:
  - Polski Zawodnik PLK (2016)[59]
  - Młody Zawodnik PLK (2012, 2013)
- Zaliczony do:
  - I składu:
    - TBL (2016)[60]
    - meczu gwiazd I ligi (2011)[61]

  - II składu:
    - Eurocup (2016)[62]
    - Ligi Endesa (2018)*[24]

  - składu honorable mention ligi:
    - tureckiej (2017)*[22]
    - mistrzów (2017, 2018)*[22][24]
- Uczestnik:
  - meczu gwiazd:
    - PLK (2012, 2013)[63][64]
    - I ligi polskiej (2010, 2011)[61]
    - ligi tureckiej (2017)[22]
    - wschodzących - Nike Hoop Summit (2011)[65]

  - konkursu rzutów za 3 punkty podczas meczu gwiazd I ligi (2010, 2011)[61]
- Zwycięzca konkursu rzutów za 3 punkty podczas meczu gwiazd I ligi (2010)[61]

### Reprezentacja
Seniorów
- Uczestnik mistrzostw:
  - świata (2019 – 8. miejsce[66])
  - Europy (2013 – 21. miejsce, 2015 – 11. miejsce, 2017 – 18. miejsce, 2022 – 4. miejsce[67])

Młodzieżowa
- Wicemistrz świata U–17 (2010)
- Mistrz Europy dywizji B U–20 (2013)
- Uczestnik mistrzostw:
  - Europy:
    - U–18 (2010 – 6. miejsce, 2011 – 6. miejsce)
    - U–16 (2009 – 4. miejsce)
    - dywizji B U–20 (2012 – 5. miejsce, 2013)

  - świata U–19 (2011 – 7. miejsce)
- Zaliczony do I składu najlepszych zawodników mistrzostw:
  - świata U–17 (2010)
  - Europy dywizji B U–20 (2013)

## Statystyki

### W lidze letniej NBA
| Sezon | Drużyna        | M | S5 | MPG  | FG%   | 3P%  | FT%  | RPG | APG | SPG | BPG | PPG |
| ----- | -------------- | - | -- | ---- | ----- | ---- | ---- | --- | --- | --- | --- | --- |
| 2016  | Denver Nuggets | 4 | 0  | 18,5 | 41,7% | 0,0% | 0,0% | 6,0 | 0,5 | 1,2 | 0,0 | 2,5 |

### W rozgrywkach krajowych
| Sezon     | Drużyna                              | M  | S5 | MPG  | FG%   | 3P%   | FT%   | RPG | APG | SPG | BPG | PPG  |
| --------- | ------------------------------------ | -- | -- | ---- | ----- | ----- | ----- | --- | --- | --- | --- | ---- |
| 2009/2010 | AZS Politechnika Warszawska (I liga) | 28 |    | 18,4 | 45,8% | 37,3% | 60,9% | 3,5 | 0,6 | 1,2 | 0,2 | 7,1  |
| 2010/2011 | AZS Politechnika Warszawska (I liga) | 34 |    | 25,8 | 42,9% | 30,1% | 60,9% | 4,7 | 1,4 | 1,6 | 0,1 | 11,7 |
| 2011/2012 | AZS Politechnika Warszawska (PLK)    | 30 | 21 | 25,3 | 53,3% | 29,4% | 67,1% | 4,6 | 1,3 | 1,4 | 0,3 | 13,6 |
| 2011/2012 | Asseco Gdynia (PLK)                  | 16 | 0  | 8,9  | 51,5% | 37,5% | 28,6% | 1,4 | 0,2 | 0,3 | 0,1 | 2,6  |
| 2012/2013 | Asseco Gdynia (PLK)                  | 34 | 11 | 8,7  | 41,0% | 27,2% | 70,7% | 4,2 | 0,6 | 0,8 | 0,3 | 8,7  |
| 2013/2014 | Telenet Oostende (Ethias League)     | 43 | 2  | 19,6 | 44,9% | 36,4% | 65,3% | 2,9 | 1,2 | 1,6 | 0,1 | 9,7  |
| 2014/2015 | Telenet Oostende (Ethias League)     | 38 | 26 | 21,6 | 52,5% | 37,5% | 70,2% | 3,2 | 1,5 | 1,1 | 0,3 | 12,7 |
| 2015/2016 | Stelmet Zielona Góra (PLK)           | 41 | 40 | 23,4 | 52,3% | 38,3% | 76,1% | 5,2 | 2,7 | 1,1 | 0,2 | 10,5 |
| 2016/2017 | Pınar Karşıyaka (BBL)                | 28 | 25 | 31,2 | 50,2% | 29,7% | 70,8% | 4,7 | 2,2 | 1,7 | 0,3 | 13,3 |
| 2017/2018 | Iberostar Tenerife (ACB)             | 33 | 30 | 25,2 | 55,2% | 27,3% | 78,4% | 5,6 | 1,5 | 0,8 | 0,2 | 13,7 |

### W rozgrywkach międzynarodowych
| Sezon     | Drużyna                            | M  | S5 | MPG  | FG%   | 3P%   | FT%   | RPG | APG | SPG | BPG | PPG  |
| --------- | ---------------------------------- | -- | -- | ---- | ----- | ----- | ----- | --- | --- | --- | --- | ---- |
| 2012/2013 | Asseco Gdynia (Euroliga)           | 10 | 4  | 22,2 | 48,6% | 32,3% | 38,1% | 3,5 | 0,8 | 1,0 | 0,0 | 8,8  |
| 2013/2014 | Telenet Oostende (Eurocup)         | 15 | 2  | 20,4 | 47,6% | 35,5% | 62,5% | 3,2 | 1,7 | 1,0 | 0,1 | 8,9  |
| 2014/2015 | Telenet Oostende (Eurocup)         | 16 | 14 | 19,6 | 47,7% | 33,3% | 66,7% | 3,6 | 1,3 | 0,9 | 0,3 | 8,3  |
| 2015/2016 | Stelmet Zielona Góra (Euroliga)    | 10 | 10 | 31,5 | 50,5% | 25,0% | 67,6% | 7,9 | 2,2 | 1,1 | 0,2 | 12,0 |
| 2015/2016 | Stelmet Zielona Góra (Eurocup)     | 10 | 10 | 29,8 | 56,2% | 47,6% | 69,4% | 6,5 | 2,1 | 1,1 | 0,4 | 13,5 |
| 2016/2017 | Pınar Karşıyaka (Liga Mistrzów)    | 19 | 18 | 28,2 | 46,2% | 36,7% | 70,7% | 4,7 | 1,7 | 1,3 | 0,4 | 10,8 |
| 2017/2018 | Iberostar Tenerife (Liga Mistrzów) | 16 | 16 | 22,0 | 51,4% | 33,3% | 80,0% | 3,8 | 2,1 | 0,9 | 0,1 | 11,1 |